# Erin Brady
Erin Brady, née le 5 novembre 1987 à East Hampton, est une Américaine couronnée Miss Usa 2013, tenante du titre Miss Connecticut USA 2013, elle participera à l'élection de Miss Univers 2013 à Moscou.